# Задвожани
Задвожани (пол. Zadworzany) — село в Польщі, у гміні Сокулка Сокульського повіту Підляського воєводства.
Населення — 158 осіб (2011).
У 1975-1998 роках село належало до Білостоцького воєводства.

## Демографія
Демографічна структура станом на 31 березня 2011 року:
|          | Загалом | Допрацездатний вік | Працездатний вік | Постпрацездатний вік |
| -------- | ------- | ------------------ | ---------------- | -------------------- |
| Чоловіки | 75      | 13                 | 51               | 11                   |
| Жінки    | 83      | 18                 | 41               | 24                   |
| Разом    | 158     | 31                 | 92               | 35                   |